# Eusiphona mira
Eusiphona mira là một loài ruồi ăn bám trong họ Milichiidae.